# Syringodium
Syringodium là một chi thực vật có hoa trong họ Cymodoceaceae.